# Per il domani
Per il domani è un arco narrativo a fumetti pubblicato tra il 2004 e il 2005 dalla DC Comics, realizzato da Brian Azzarello (testi) e Jim Lee (disegni), con inchiostri di Scott Williams e colori di Alex Sinclair. La storia vede per protagonista Superman, costretto a investigare sulla misteriosa sparizione di un milione di persone sulla Terra, tra cui sua moglie Lois Lane. Nel frattempo, dovrà fare i conti con il suo senso di colpa per non essere riuscito a prevenire il disastro e con un complotto ai suoi danni.

## Trama
Un milione di persone in giro per il globo, tra cui Lois Lane, sono misteriosamente scomparse. Superman, incolpandosi per non essere stato capace di impedire l'accaduto, comincia a confessarsi presso un prete di nome Daniel Leone. Gli racconta di aver fermato una guerra civile in un anonimo Stato asiatico, favorendo l'insediamento al potere del Generale Nox. Superman accetta di aiutare l'uomo a riportare la pace nel Paese, ma scopre che possiede la macchina che ha causato la sparizione del milione di persone. Nox sarebbe disposto a darglielo, ma i due vengono interrotti da Equus, il soldato ciberneticamente potenziato del generale, che attiva la macchina e fa scomparire altre trecentomila persone.
Superman viene pubblicamente incolpato dell'evento, e la Justice League stessa sta perdendo fiducia in lui; ciononostante, gli viene dato il permesso di investigare da solo. Più tardi, porta Leone nella Fortezza della solitudine per mostrargli la macchina, ma subito dopo i due vengono raggiunti da Wonder Woman e dal misterioso Mr. Orr: questi lavora per una potentissima organizzazione, ed è incaricato di recuperare la macchina. Avendo iniettato un segnalatore in Daniel Leone (che sta morendo di cancro), è riuscito a localizzare la fortezza. Superman spiega di aver scoperto come funziona la macchina, e di volerla usare per raggiungere gli scomparsi. Wonder Woman tenta di impedirglielo, ma Kal-El attiva l'autodistruzione della Fortezza della Solitudine, costringendola a scappare.
La macchina conduce Superman nella Zona fantasma, presso la città di Metropia, un vero e proprio Paradiso costruito da lui stesso anni prima. Qui può riunirsi con Lois, ma scopre anche della minaccia del Generale Zod, che, liberatosi della sua prigionia, è riuscito a condurre Superman nella Zona Fantasma per ucciderlo. Nel frattempo, Daniel Leone aveva stipulato un patto con Mr. Orr, che lo avrebbe guarito dal cancro a patto che gli rivelasse le confessioni di Superman. Leone viene effettivamente guarito dal cancro, ma si trasforma anche in un essere simile ad Equus.
Zod combatte Superman in una battaglia che danneggia la struttura della Zona Fantasma, cui il Generale sembra indissolubilmente legato. Quando Superman si trova in difficoltà, spedisce la macchina da Padre Leone, il quale la attiva, finendo nella Zona Fantasma ma creando anche un portale per permettere agli altri prigionieri di fuggire. Superman riesce così a salvare gli scomparsi, ma non riesce a portare con sé Zod, che si perde invece nella Zona Fantasma.
Padre Leone riesce a scappare, ritrovandosi su un'isola a combattere con Equus, mentre Superman costruisce una nuova Fortezza della Solitudine nel mezzo di una giungla.